# Острів іржавого генерала
«Острів іржавого генерала» (рос. «Остров ржавого генерала») — російський радянський художній фільм 1988 року режисера Валентина Ховенка за повістю Кира Буличова «Іржавий фельдмаршал».

## Сюжет
Аліса Селезньова, звичайна московська школярка XXI століття, отримує роль Червоної Шапочки в фільмі-казці і летить зніматися. У цей час при розкопках виявляють старих бойових роботів і відправляють їх на переплавку, але по дорозі морем вони зникають…

## У ролях
- Катерина Пріжбіляк
- Олександр Леньков
- Михайло Данилов
- Людмила Артем'єва
- Станіслав Соколов
- Сергій Скрипкін
- Наталя Григор'єва
- Володимир Балон

## Творча група
- Автори сценарію: — Кир Буличов
- Режисери-постановники: — Валентин Ховенко
- Оператори-постановники: — Фелікс Кефчіян
- Художники-постановники: — Теодор Тежік, Олександр Котеночкін
- Композитори: — Олександр Чайковський
- Автори тексту пісень: —